# كارل ياكوب بوركهارت
كارل ياكوب بوكهارت ((بالألمانية: Carl Jacob Burckhardt) 10 سبتمبر 1891 - 3 مارس 1974) دبلوماسي ومؤرخ سويسري امتدت حياته بين العديد من المناصب العلمية والسياسية كان أبرزها منصب المفوض الأعلى لعصبة الأمم بمدينة دانزيغ الحرة في الفترة ما بين عامي 1937 و1939 ثم رئيس اللجنة الدولية للصليب الأحمر في الفترة ما بين عامي 1945 و1948.

## حياته
ولد كارل ياكوب بوركهارت في مدينة بازل السويسرية لأب ضليع في التاريخ هو كارل كريستوف بوركهارت والتحق بالجيمنازيوم ببازل ثم بغلاريزيغ (بستكبورن) وبعدها انتقل للدراسة في جامعات بازل وزيورخ وميونخ وغوتينغن حيث تأثر بأساتذة عدة على رأسهم إرنست غالغياردي وهينريش فولفلين.
وبعد انتهائه من دراسته التحق بوركهارت بالسلك الدبلوماسي وكان أولى مناصبه السياسية عضوا في البعثة الدبلوماسية السويسرية في النمسا في الفترة ما بين 1918 وحتى 1922 خلال واحدة من أكثر المراحل الحرجة في تاريخ النمسا والتي تلت تداعي الإمبراطورية النمساوية المجرية في أعقاب هزيمة دول المركز في الحرب العالمية الأولى وهناك تعرف على الروائي والأديب النمساوي هوغو فون هوفمانستال، في تلك الأثناء حصل بوركهارت على شهادة الدكتوراه وعمل لدى اللجنة الدولية للصليب الأحمر والتي أرسلته إلى آسيا الصغرى حيث شارك في إعادة تسكين اليونانيين المطرودين من تركيا في أعقاب هزيمة اليونان في الحرب التي دارت بين البلدين عام 1922.
في أعقاب ذلك عاد بوركهارت إلى سويسرا وتزوج إليزابيث دى رينالد وتقلد مناصب أكادمية هناك؛ فعمل محاضرا بجامعة زيورخ عام 1927 ثم بروفسورا للتاريخ المعاصر عام 1929 بالجامعة نفسها وانتقل بعدها لتدريس التاريخ بجنيف وتحديدا بالمعهد العالي للدراسات التاريخية والتنموية حديث الإنشاء ذلك العهد في الفترة ما بين 1932 و1937 حيث قام بإصدار المجلد الأول عن السيرة الذاتية للكاردينال ريشيليو عام 1935 حتى أتم كتابه بالمجلد الرابع عام 1967.

### المفوض الأعلى لعصبة الأمم

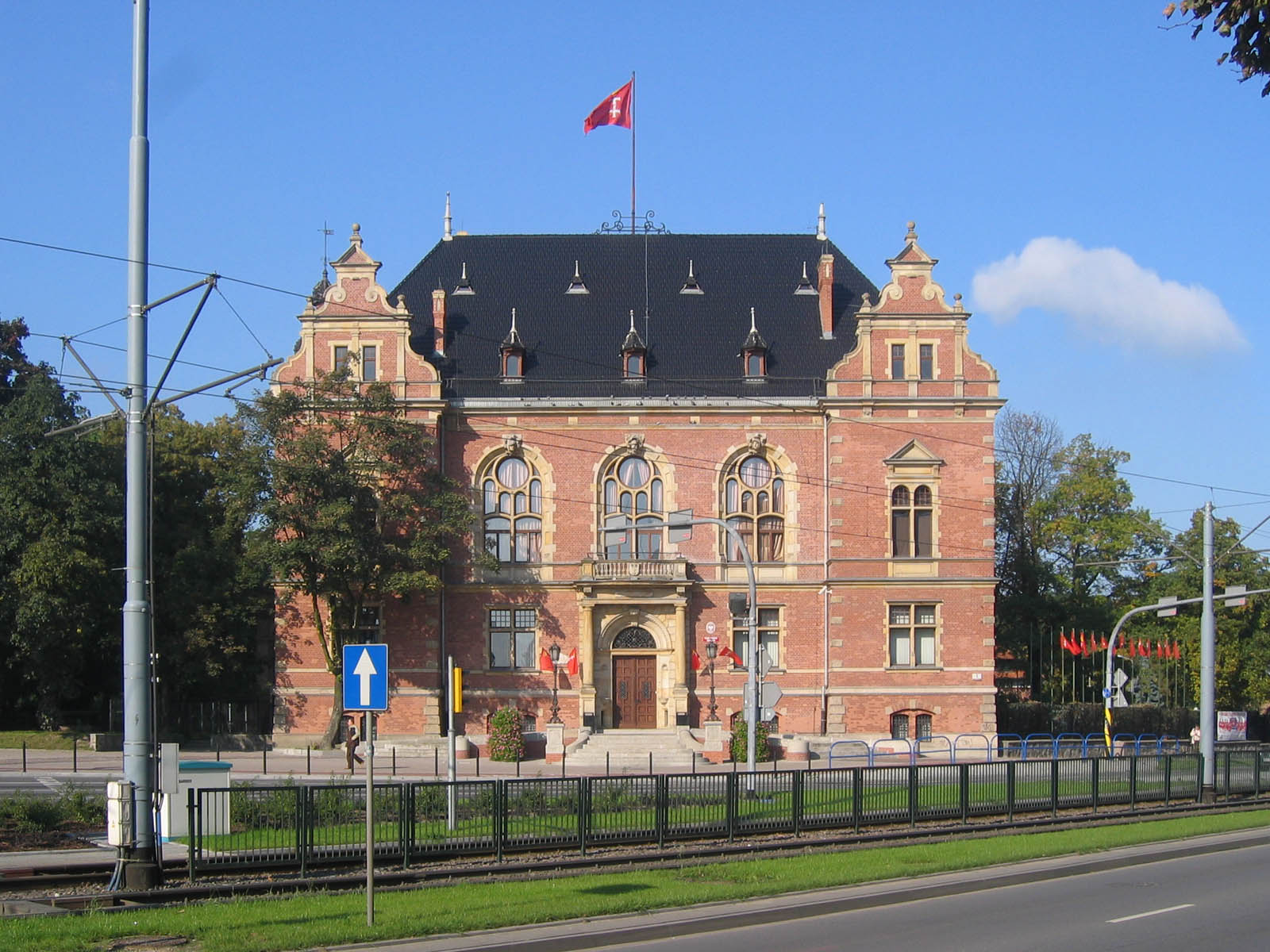
مقر المفوض الأعلى لعصبة الأمم بمدينة دانزيغ الحرة

عاد بوركهارت مجددا للحياة السياسية عام 1937 بتقلده منصب المفوض الأعلى لعصبة الأمم بمدينة دانزيغ الحرة عام 1937 ليكون آخر من شغل هذا المنصب حتى قيام الحرب العالمية الثانية عام 1939، خلال تلك الفترة حاول بوركهارت الإبقاء على حالة الدولة المدينة لدانزيغ كما نصّت عليها اتفاقيات عصبة الأمم مما جعله على اتصال بالعديد من أعضاء الحزب النازي البازين خلال محاولاته للحد من الطلبات الألمانية المتزايدة حتى بائت جميع محاولاته بالفشل مع بداية غزو بولندا والاستيلاء الألماني على المدينة.
بعدها ترك بوركهارت المدينة عائدا لجنيف لاستكمال مهماته التعليمية حتى نهاية الحرب العالمية الثانية، خلال تلك الفترة انخرط بوركهارت في العمل مع اللجنة الدولية للصليب الأحمر ومن خلال عمله مع اللجنة الدولية سافر عدة مرات إلى ألمانيا لبحث سبل جديدة مع القادة الألمان حول معاملة أفضل تجاه المدنيين وأسرى الحرب من دول الحلفاء مستفيدا من علاقاته السابقة أثناء عمله بدانزيغ.

### فترة ما بعد الحرب
ومع نهاية الحرب شغل بوركهارت منصب رئيس اللجنة الدولية للصليب الأحمر طوال الفترة ما بين 1945 وحتى 1948 والتي نجح خلالها في تفعيل دور اللجنة الدولية والجمعيات التابعة لها وإن شاب فترة ولاياته الكثير من الجدل حول تعريف مفهوم الحياد الإيجابي للجنة الدولية والتي من خلالها رفض بوركهارت إدانة النازيين بعدما ظهرت جرائم الحرب التي ارتكبوها للنور، كما كان لتوجهه المعادي للشيوعية دوره في اعتباره للنازيين أقل شرا وخطرا من الشيوعيين، بخلاف ذلك شغل بوركهارت منصب المبعوث السويسري لباريس في نفس فترة شغله رئيسا للجنة الدولية للصليب الأحمر وحتى عام 1949.
وبنهاية ولايته عاد بوركهارت مرة أخرى لحياته الأكاديمية وقام بنشر العديد من الكتب المتعلقة بالتاريخ على مدار العقود القليلة التالية حتى نال جائزة السلام لمعرض ألمانيا للكتاب عام 1954 وبقى في سويسرا حتى توفي في فينزل عام 1974.

## أعماله
- Der Berner Schultheiss Charles Neuhaus - 1925
- Richelieu - عن السيرة الذاتية للكاردينال ريشيليو في 4 مجلدات وألّفه بين 1935 و1967
- Gestalten und Mächte - 1941
- Reden und Aufzeichnungen - 1952
- Meine Danziger Mission حول تجاربه في منصب المفوض الأعلى لعصبة الأمم بمدينة دانزيغ الحرة ألّفه بين 1937 و1939 نُشر 1960
- GW في 6 مجلدات ونُشر 1971
- Memorabilien - 1977
- Briefe: 1908–1974 - عن سيرته الذاتية ونُشر 1986

## روابط خارجية
- كارل ياكوب بوركهارت على موقع مونزينجر (الألمانية)
- كارل ياكوب بوركهارت على موقع ديسكوغز (الإنجليزية)